# 스미요시타이샤역
스미요시타이샤역(일본어: 住吉大社駅, すみよしたいしゃえき)은 일본 오사카부 오사카시 스미요시구에 있는 난카이 전기철도 난카이 본선의 역이다. 역 번호는 NK08이다.
2016년 1월 31일에 폐지된 한카이 전기궤도(한카이) 우에마치 선의 스미요시코엔 정류장(일본어: 住吉公園停留場, すみよしこうえんていりゅうじょう)에 대해서도 본 문서에 기술하며 난카이 본선의 역은 1979년까지 스미요시코엔 역을 자칭하고 있었다.

## 개요
난카이의 스미요시다이샤의 근처역이다. 또한, 한카이의 스미요시코엔 정류장은 제2회 긴키의 역 백선에 선정된 역이다.
스미요시다이샤 역의 역 번호는 NK08, 스미요시코엔 정류장의 정류장 번호는 HN11이다.

## 역사
- 1912년 2월 17일: 난카이 철도의 스미요시 역(1917년 폐지)과 스미노에 역 사이에 스미요시코엔역으로 영업 개시[1].
- 1913년 7월 2일: 우에마치 선이 스미요시진자마에 정류장(후, 한카이 선 스미요시 정류장에 통합)에서 연장되고 우에마치 선의 스미요시코엔 정류장 영업 개시.
- 1944년 6월 1일: 회사 합병으로 긴키 닛폰 철도의 역이 됨.
- 1947년 6월 1일: 노선 양도로 인한 난카이 전기철도의 역이 됨.
- 1977년 4월 10일: 난카이 본선의 외측 2선만 고가화.
- 1979년 5월 9일: 난카이 본선의 스미요시코엔 역을 스미요시다이샤역으로 역명 변경.
- 1980년
  - 6월 15일: 난카이 본선의 고가화가 완성됨.
  - 12월 1일: 분사에 의한 우에마치 선의 스미요시코엔 정류장이 한카이 전기궤도 정거장이 됨.
- 2016년 1월 31일: 우에마치 선 스미요시 ~ 스미요시코엔 구간이 폐지[2]되었고, 우에마치 선의 스미요시코엔 정류장도 폐업함.

## 역 구조

### 난카이 스미요시다이샤 역
섬식 승강장 2면 4선의 복복선 고가역이다. 다만, 상하행선 모두 바다 쪽 선로(쾌속선, 2,4번 선)는 임시 승강장으로 취급되고 있어 평소는 폐쇄된 통과 열차 전용이다. 이들의 승강장은 설날 삼가일의 데이 타임의 구간급행이나 급행, 공항특급의 임시 정차 시에 사용된다. 유효 길이는 10량 편성 대응이지만 사용하지 않는 부분은 울타리로 막혀 칸막이가 되어 있다. 보통 2,4번 선에는 난간이 설치되어 있지만 이는 제거 가능한 3이 포함된 날은 제외되었으며 플랫폼이 사용되지 않는 공간에 둔다.
승강장은 3층, 개찰구는 2층에 있다. 1층은 매장 난카이 스미요시다. 또한, 숍 난카이의 남쪽 도로를 사이에 두고 정월 삼가일 밖에 열리지 않는 임시 계단 및 개찰구가 있고 스미요시다이샤에서 길(즉, 스미요시다이샤 역 승차 시)에는 이 개찰구로 유도된다. 매표소에 창구 대응이고 자동 개찰기가 설치되어 간이식이지만 IC카드에도 대응한다.
2008년의 배리어 프리 공사로 인하여, 1월에 LED식 열차 접근 예고 장치를 설치하였다. 3월에 엘리베이터 설치 등의 역의 배리어 프리 공사와 화장실 숍 난카이의 리뉴얼 공사가 완료되고 간사이 철도 역에서는 처음 계단 승강 시에 편한 신체 이동이 가능하면서도 무릎이나 허리의 부담을 덜하는 "크넷토"를 설치했다. 다만, 앞에서 서술했던 임시 버스에 대해서는 설비가 설치되지 않았다.

#### 승강장
| 번호 | 노선      | 방향        | 행선                                       |
| ---- | --------- | ----------- | ------------------------------------------ |
| 1    | 난카이 선 | 하행 완행선 | 와카야마시 방면 ( 공항선) 간사이 공항 방면 |
| 2    | 난카이 선 | 하행 완행선 | (임시 승강장, 통상은 통과 열차만)          |
| 3    | 난카이 선 | 상행 완행선 | 난바 방면                                  |
| 4    | 난카이 선 | 상행 완행선 | (임시 승강장, 통상은 통과 열차만)          |

### 한카이 우에마치 선 스미요시다이샤 정류장
난카이 스미요시다이샤 역의 동쪽에 있는 두단식 승강장 3면 2선의 플랫폼(1번 선이 양쪽 승강장)을 가진 지상역이었다. 플랫폼의 길이는 2량 분으로, 최대 4량 열차까지 들어갈 수 있었다. 이 때문에 플랫폼의 표시기에도 앞에서 발차하는 취지를 낼 수 있게 되었지만 기본적으로 이 표시가 나온다면 크게 증발될 3이 하루에만 있었다. 플랫폼에는 금붕어의 헤엄치는 수족관이 이용자의 눈을 편안하게 했었다. 이 수조는 전시 중에 방화 수조로 만들어진 것이다.

#### 승강장
| 1・2 | ■ 우에마치 선 | 아베노・덴노지 역앞 방면 | (폐지 시점에서는 2번 선은 하루 1개 및 설에 3이 있는 날 운행표로 사용) |

## 역 주변
스미요시다이샤는 역의 동쪽 방향에 있어, 그 부근에는 한카이 전기궤도 한카이 선의 스미요시토리이마에 정류장(역)과 스미요시다이샤 앞 우체국이 있다. 또한, 스미요시 공원은 역 바로 서쪽에
위치하고 있다. 고하마 상점가는 본 역에서 고하마 역까지 이어진다. 역은 스미요시 구에 있지만, 서쪽(스미요시 공원)은 스미노에 구(난카이 본선 고가 서쪽 끝이 구의 경계).
역 고가시타에는 상업 시설 "가게 난카이 스미요시"가 있는 롯데리아나 저옥 등이 입주하고 있다. 중앙 통로를 돌 층계로 사양하고 시설 입구나 점포 구역에도 "참배로"라는 길로서의 분위기를 자아내는 장식을 베풀어 스미요시다이샤의 "몬젠초"를 의식한 공간이다.

## 사진

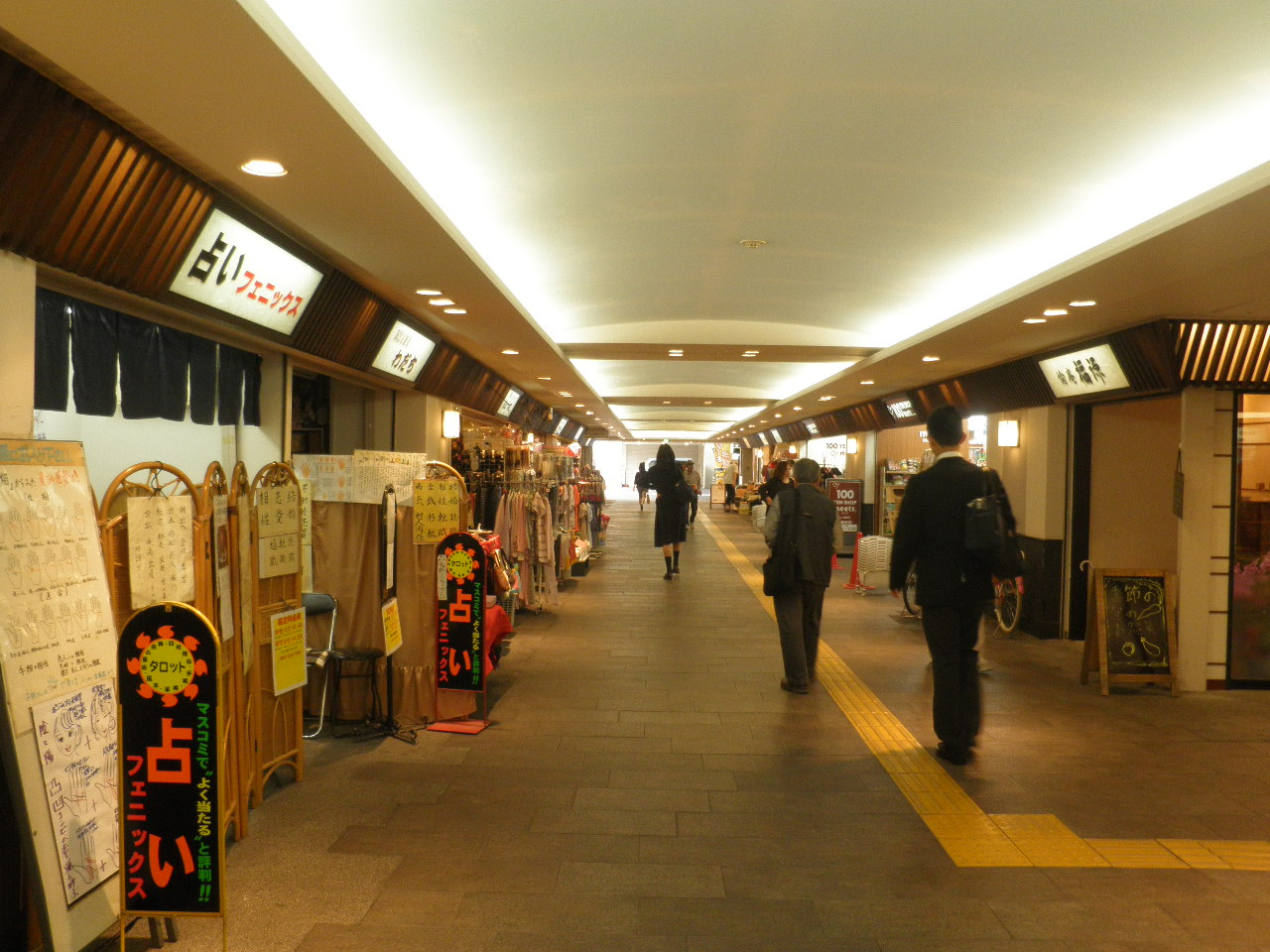
숍 난카이 스미요시
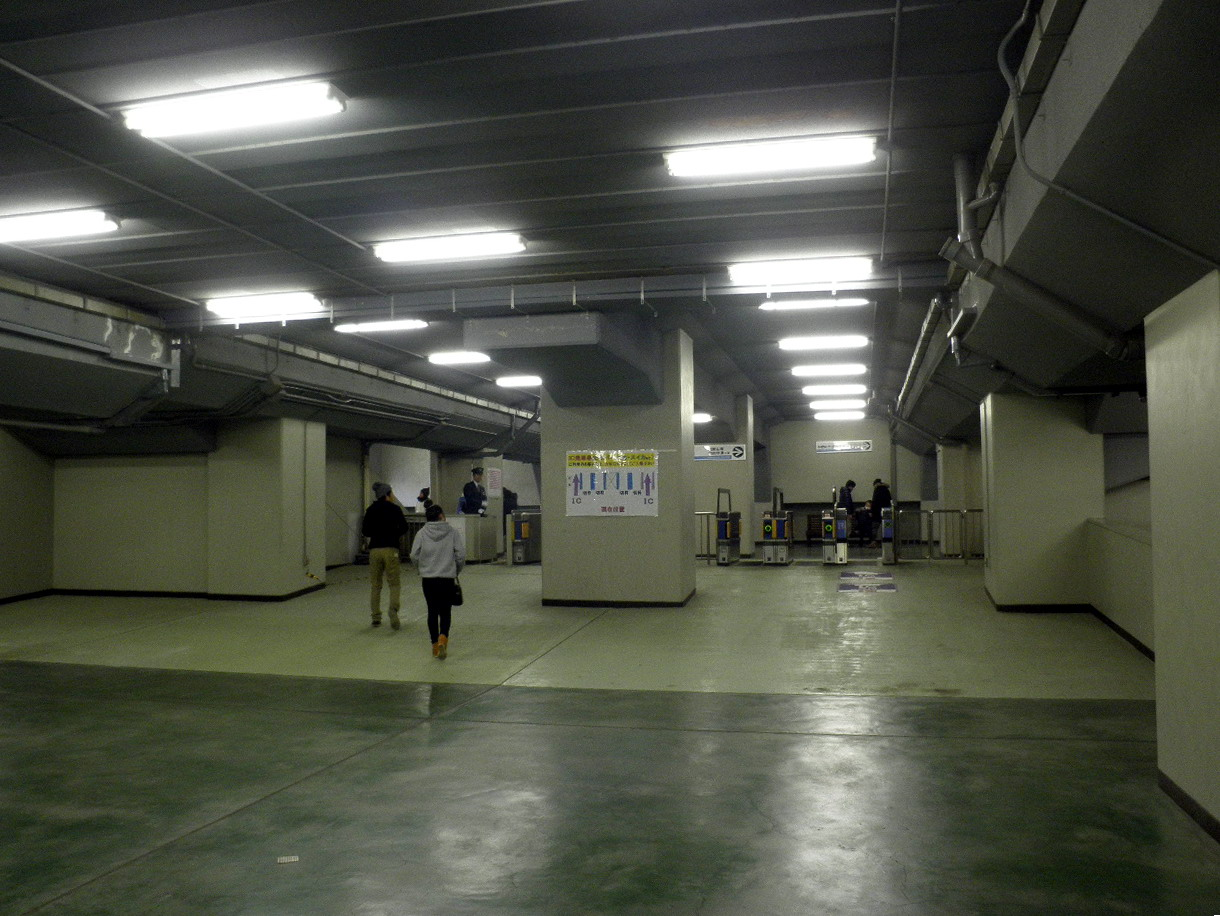
임시 개찰구
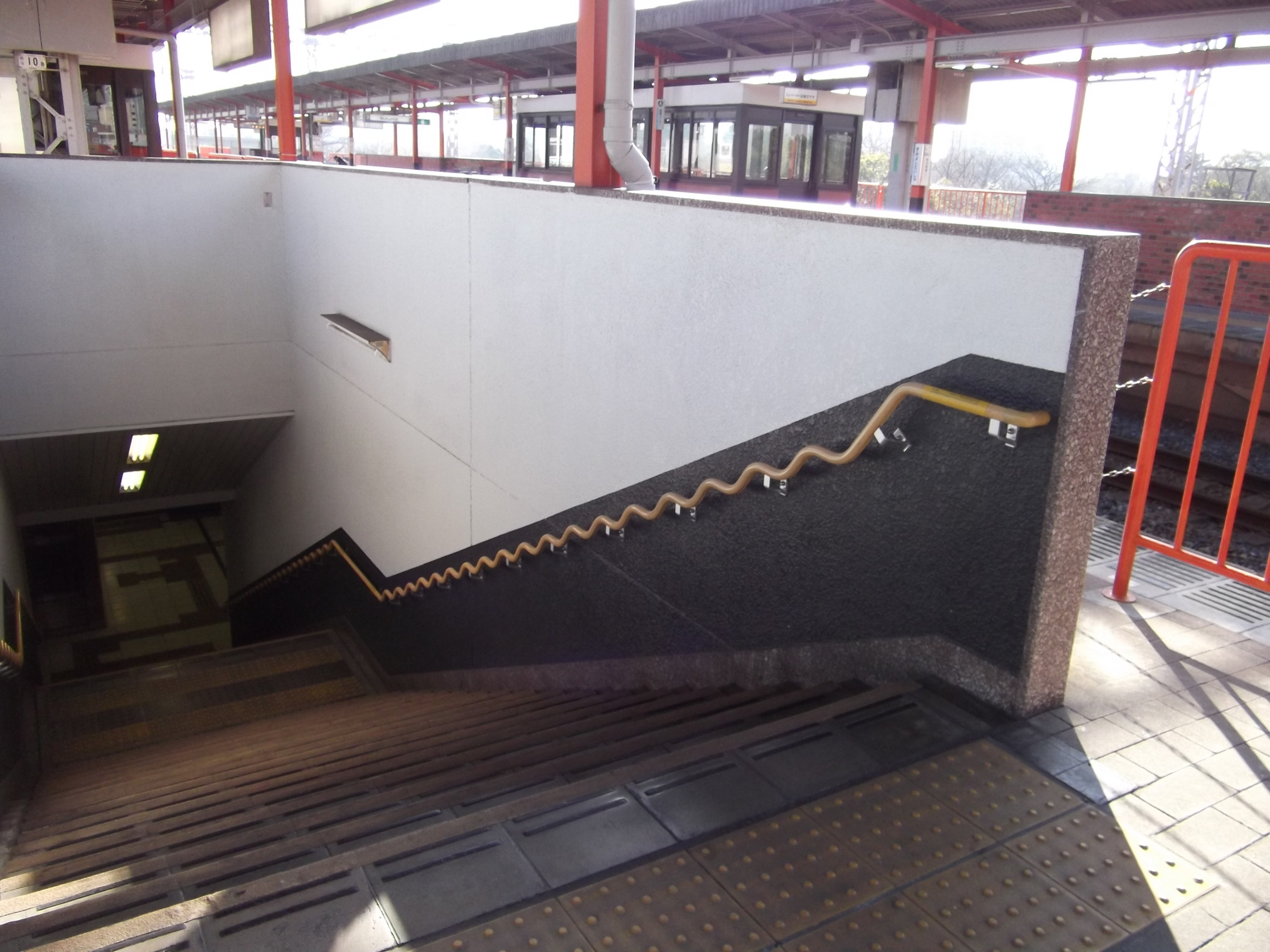
장식되어 있는 계단
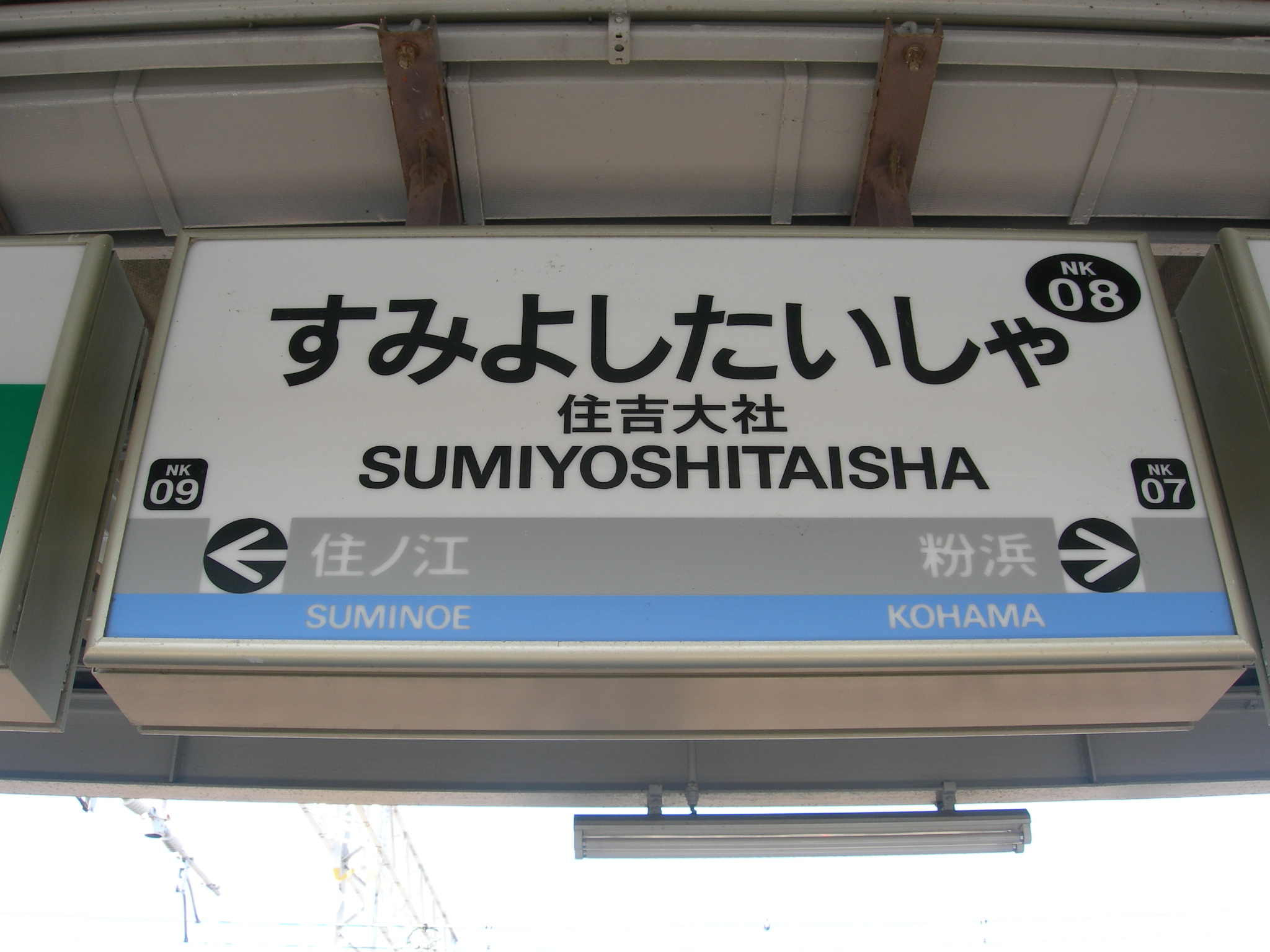
역명판

## 인접역
| 난카이 전기철도 난카이 본선 | 난카이 전기철도 난카이 본선 | 난카이 전기철도 난카이 본선   |
| --------------------------- | --------------------------- | ----------------------------- |
| NK07 고하마 난바 방면       | ■ 보통                      | 스미노에 NK09 와카야마시 방면 |